# Saletara
Saletara is een geslacht van vlinders uit de familie van de witjes (Pieridae). De naam Saletara werd in 1885 voorgesteld door William Lucas Distant.

## Soorten
- Saletara cycinna (Hewitson, 1861)
- Saletara liberia (Cramer, 1779)
- Saletara panda (Godart, 1819)